# Erich Ludendorff
Erich Friedrich Wilhelm Ludendorff (Kruszewnia, 9 de abril de 1865 — Munique, 20 de dezembro de 1937) foi um general do exército imperial alemão, que ganhou destaque por sua liderança durante a Primeira Guerra Mundial. Foi elevado a proeminência após as vitórias nas batalhas de Liège e Tannenberg. A partir de 1916, foi apontado chefe (Erster Generalquartiermeister) do Estado-Maior alemão, junto com Paul von Hindenburg, fazendo deles os de facto ditadores da Alemanha durante a segunda metade da Primeira Grande Guerra. O fracasso da Ofensiva de Primavera, em 1918, concebida por ele para tentar salvar a guerra para o seu país, acabou levando-o a desgraça aos olhos dos líderes políticos e militares alemães. Quando os Aliados lançaram um grande contra-ataque, o colapso das forças alemãs na Frente Ocidental forçou Ludendorff a renunciar sua posição como líder do exército, em outubro de 1918. No mês seguinte, a Alemanha se rende.
Após a guerra, Ludendorff se tornou um proeminente líder nacionalista e defensor da "lenda da punhalada pelas costas", colocando a culpa da derrota alemã na Primeira Guerra nos políticos pacifistas, nos marxistas, nos bolcheviques e nos judeus, que traíram o exército alemão e teriam firmado o Tratado de Versalhes, que humilhou o país. Ele tomou parte de duas tentativas de golpe de estado, o Kapp-Putsch com Wolfgang Kapp em 1920, e o Putsch da Cervejaria de Adolf Hitler em 1923. Em 1925, concorreu para o cargo de Presidente da Alemanha contra o seu antigo colega e superior, o marechal Paul von Hindenburg, mas não conseguiu se eleger, fracassando por uma enorme margem de votos.
De 1924 a 1928, ele representou o Partido da Liberdade Völkisch Alemão (DVFP), de extrema-direita, no Reichstag. Ainda obcecado com a sua linha de pensamento militarista que desenvolveu durante a Primeira Guerra, Ludendorff escreveu um livro, Der totale Krieg ("A Guerra Total"), em 1935. No seu trabalho, defendeu que as forças físicas e morais da nação deveriam ser mobilizadas, porque a paz era apenas "um intervalo" entre guerras. No começo da década de 1930, ele e Hitler já não mais eram amigos e Ludendorff teria supostamente dito que o líder nazista "não tinha condições de governar" o país. Erich Ludendorff morreu de câncer de fígado, em 1937.

### Livros
- Meine Kriegserinnerungen 1914–1918. E. S. Mittler & Sohn, Berlim 1919 (cópia digital); 9ª edição revisada ES Mittler & Sohn, Berlim 1926 [também como uma edição popular resumida: 2ª edição ES Mittler & Sohn, Berlim 1936].
- (Hrsg.): Urkunden der Obersten Heeresleitung über ihre Tätigkeit 1916/18. E. S. Mittler & Sohn, Berlim 1920; 2ª edição revisada e suplementada ES Mittler & Sohn, Berlim 1921 (cópia digital); 4ª edição revisada ES Mittler & Sohn, Berlim 1922.
- Kriegführung und Politik. E. S. Mittler & Sohn, Berlin 1922 (cópia digital); 3ª edição revisada ES Mittler & Sohn, Berlim 1923.
- Vernichtung der Freimaurerei durch Enthüllung ihrer Geheimnisse. Ludendorffs Verlag, Munique 1927 (cópia digital), 1940.
- Kriegshetze und Völkermorden in den letzten 150 Jahren. Ludendorffs Verlag, Munique 1928, 1939 (cópia digital).
- mit Mathilde Ludendorff: Das Geheimnis der Jesuitenmacht und ihr Ende. Ludendorffs Verlag, Munique 1929, 1934 (cópia digital).
- Weltkrieg droht auf deutschem Boden. Ludendorffs Verlag, Munique 1930 (cópia digital).
- Mein militärischer Werdegang. Blätter der Erinnerung an unser stolzes Heer. Ludendorffs Verlag, Munique 1933 (cópia digital).
- Eine Auswahl aus den militärischen Schriften. Quelle & Meyer, Leipzig 1935.
- Der totale Krieg. Ludendorffs Verlag, Munique 1935 (cópia digital).
- com Mitarbeitern: Mathilde Ludendorff – ihr Werk und Wirken. Ludendorffs Verlag, Munique 1937.
- Auf dem Weg zur Feldherrnhalle. Lebenserinnerungen an die Zeit des 9. November 1923. Ludendorffs Verlag, Munique 1937 (cópia digital).
- com Mathilde Ludendorff: Die Judenmacht. Ihr Wesen und Ende. Ludendorffs Verlag, Munique 1939 (cópia digital.
- Vom Feldherrn zum Weltrevolutionär und Wegbereiter deutscher Volksschöpfung.
  - Volume 1: Meine Lebenserinnerungen von 1919–1925. 12.–16. Tausend Ludendorffs Verlag, Munique 1941 (cópia digital).
  - Volume 2: Franz Freiherr Karg von Bebenburg (Hrsg.): Meine Lebenserinnerungen von 1926–1933. 3. Auflage Verlag Hohe Warte, Stuttgart 1951.
  - Volume 3: Franz Freiherr Karg von Bebenburg (Hrsg.): Meine Lebenserinnerungen von 1933–1937. Verlag Hohe Warte, Stuttgart 1955.

### Escritos menores, periódicos
- Wie der Weltkrieg 1914 „gemacht“ wurde. Völkischer Verlag, Munique 1934 (cópia digital).
- Die Revolution von oben. Das Kriegsende und die Vorgänge beim Waffenstillstand. Zwei Vorträge. Karl Rohm, Lorch 1926 (cópia digital).
- Gefesselte Arbeitskraft. Ludendorffs Verlag, Munique 1931 (cópia digital).
- Der Rettungsweg; Weg mit Goldwährung und Börse. Ludendorff-Buchhandlung, Hamburg 1931.
- Meine Kampfziele. Ludendorffs Verlag, Munique 1932 (cópia digital).
- Schändliche Geheimnisse der Hochgrade. Ludendorffs Verlag, Munique 1932 (cópia digital).
- mit Mathilde Ludendorff: Weihnachten im Lichte der Rasseerkenntnis. Ludendorffs Verlag, Munique 1933 (cópia digital).
- Das Marne-Drama. Der Fall Moltke-Hentsch. Ludendorffs Verlag, Munique 1934 (cópia digital).
- Des Volkes Schicksal in christlichen Bildwerken. Ludendorffs Verlag, Munique 1934 (cópia digital).
- „Tannenberg“. Zum 20. Jahrestag der Schlacht. Ludendorffs Verlag, Munique 1934 (cópia digital).
- Die politischen Hintergründe des 9. November 1923. Ludendorffs Verlag, Munique 1934 (cópia digital).
- „Dirne Kriegsgeschichte“ vor dem Gericht des Weltkrieges. Ludendorffs Verlag, Munique 1934.
- Deutsche Abwehr. Antisemitismus gegen Antigojismus. Ludendorffs Verlag, Munique 1934 (cópia digital).
- Über Unbotmäßigkeit im Kriege. Ludendorffs Verlag, Munique 1935.
- Französische Fälschung meiner Denkschrift von 1912 über den drohenden Krieg. Ludendorffs Verlag, Munique 1935 (cópia digital).
- Judengeständnis: Völkerzerstörung durch Christentum. Ludendorffs Verlag, Munique 1936 (cópia digital).
- com Mathilde Ludendorff: Das große Entsetzen. Die Bibel nicht Gottes Wort. Ludendorffs Verlag, Munique 1936 (cópia digital).
- (editor e autor) Abgeblitzt! Antworten auf Theologengestammel über „Das große Entsetzen“. Ludendorffs Verlag, Munique 1936 (cópia digital).
- Tannenberg. Geschichtliche Wahrheit über die Schlacht. Ludendorffs Verlag, Munique 1939 (cópia digital).
- Feldherrnworte. Ludendorffs Verlag, Munique 1938–1940.
- como editor: Ludendorffs Volkswarte, jornal semanal, publicado em Munique em 1929 até ser proibido em 1933
- Am heiligen Quell Deutscher Kraft 1930 bis 1939, Munique.

### Escritos contemporâneos sobre outros e suas obras
- Margarethe Ludendorff: Als ich Ludendorff's Frau war. Drei Masken, Munique 1929.
- Karl Tschuppik: Ludendorff. Die Tragödie des Fachmanns. Hans Epstein, Wien und Leipzig 1931.
- Ludendorff und der drohende Weltkrieg. Das nationalsozialistische Problem. Zwei brennende Fragen der Gegenwart. Rohm, Lorch 1931.
- Kurt Fügner: General Ludendorff im Feuer vor Lüttich und an der Feldherrnhalle in Munique. Ludendorffs Verlag, Munique 1933.
- Mathilde Ludendorff und Mitarbeiter: Erich Ludendorff – Sein Wesen und Schaffen. Ludendorffs Verlag, Munique 1938.
- Zum 75. Geburttag des Feldherrn Erich Ludendorff am 9. Ostermonds 1940. Ludendorffs Verlag, Munique 1940.